# Nitrospirota
Phylum
Synonymes
- Nitrospiraeota Oren et al. 2015
- Nitrospirae Garrity et Holt 2001
- Nitrospirota Whitman et al. 2018

Les Nitrospirota sont un phylum du règne des Pseudomonadati au sein du domaine Bacteria. Son nom provient de Nitrospira qui est le genre type de ce phylum.

## Taxonomie
Le premier membre de ce phylum a été découvert en 1995, dans un tuyau en corrosion en fer dans un système de chauffage à Moscou. La bactérie a été nommée Nitrospira moscoviensis est gram-, organisme "azote" à morphologie en hélice ayant pour taille 0.9-2.2 x 0.2-0.4 micromètres.

## Liste des classes
Selon la LPSN (10 juin 2025), ce phylum contient deux classes publiées de manière valide :
- Nitrospiria Garrity & Holt 2022
- Thermodesulfovibrionia Umezawa et al. 2023

### Phylum desNitrospirae
- (en) NCBI : Nitrospirae (taxons inclus)

### Classe desNitrospira
- (en) Tree of Life Web Project : Nitrospira
- (en) Catalogue of Life : Nitrospira
- (en) NCBI : Nitrospira (class) (taxons inclus)

### Ordre desNitrospirales
- (en) Catalogue of Life : Nitrospirales Garrity & Holt, 2001 (consulté le 11 décembre 2020)
- (en) NCBI : Nitrospirales (taxons inclus)

### Famille desNitrospiraceae
- (en) Catalogue of Life : Nitrospiraceae Garrity & Holt, 2001 (consulté le 11 décembre 2020)
- (en) NCBI : Nitrospiraceae (taxons inclus)